# Körösényi Tamás
Körösényi Tamás (Budapest, 1953. február 18. – Budapest, 2010. június 25.) Munkácsy Mihály-díjas magyar szobrász- és éremművész. A Magyar Képzőművészeti Egyetem tanszékvezető tanára, a MKE Doktori Iskolájának témavezetője és a Széchenyi Irodalmi és Művészeti Akadémia (2007) tagja volt.

## Életpályája

### Életútja
1976-ban diplomázott a Magyar Képzőművészeti Főiskola szobrász szakán. Pályakezdőként az ELTE Trefort utcai Ságvári Endre gyakorlóiskolában kapott tanári állást, rajzot és műalkotás elemzést tanított. 1982-ben egy évre kijutott a bécsi Képzőművészeti Akadémiára, ahol posztgraduális képzésben részesült B. Gironcoli csoportjában. 1987-től 1993-ig a budapesti Képző- és Iparművészeti Szakközépiskolában rajz-mintázást  tanított.
1990-től osztályvezető tanár a Magyar Képzőművészeti Főiskolán, először, mint meghívott előadó, 1996-tól egyetemi adjunktusi, 1997-től egyetemi docensi beosztásban. 1998-tól három évig Széchenyi Professzori Ösztöndíjas. 1999-től a Szobrász Tanszék vezetője. 2000-ben a Magyar Képzőművészeti Egyetem Nyelvi Lektorátusán a MIT/MERSZ Idegennyelvi Testülete előtt tett középszintű nyelvvizsgát német nyelvből, majd DLA doktori címet szerzett. 2006-ban az OMDK (Országos Művészeti Diákköri Konferencia) szobrász szekciójának zsűrielnöke. 2007-ben felvette tagjai sorába a Széchenyi Irodalmi és Művészeti Akadémia, ugyanebben az évben Henszlmann Imre-díjjal tüntette ki a Magyar Régészeti és Művészettörténeti Társulat A magyar szobrászat modern hagyománya c. kiállítássorozat elindításáért, ennek keretében kiállítások rendezéséért és kétnyelvű katalógusok szerkesztéséért, valamint a Szobrászati Füzetek című kiadványsorozat útjára bocsátásáért.
A MKE Doktori Iskolájában témavezetői tevékenysége során 8 (plusz 2 egyéni felkészülő) doktorandusz témavezetője volt. Ezek közül az abszolutóriumot szerzettek száma 4 (plusz 1 egyéni felkészülő).  2007 és 2010 közt doktoranduszai közül hárman is DLA fokozatot szereztek: Cseh Lili, Előd Ágnes és Szabó Ádám Bálint (plusz 1 egyéni felkészülő). Az évek folyamán gyakran hívták mesterdiploma-bíráló bizottságba (Pécsi Tudományegyetem, Művészeti Kar), opponensnek mesterdiplomához, DLA fokozatot elbíráló bizottságba (Magyar Iparművészeti Főiskola) opponensnek, bizottsági tagnak DLA fokozat megszerzéséhez (PTE, Művészeti Kar; MOME; MKE).
Intézményi tanácsok aktív résztvevője, 1986 és 1989 között a Fiatal Képzőművészek Stúdiójának vezetőségi tagjaként képviselte a Stúdiót a Magyar Képzőművészek Szövetségében az akkori Művészeti Alap Képzőművészeti Szakosztályában, és a Képző és Iparművészeti Lektorátusánál. 1990-1993 között és 1996-tól tagja volt a Magyar Képzőművészeti Főiskola, majd Egyetem, Egyetemi Tanácsának, később Szenátusának és megalakulása óta mintegy 10 évig elnöke a diplomát adó szakok szakvezetőiből álló Szakvezetők Fórumának.
2009-ben a vezetése alatt álló Szobrász Tanszék a Magyar Akkreditációs Bizottság akkreditációs eljárása után Kiváló hely minősítést kapott. 2009-ben habilitált. 2010-ben folyamatban volt egyetemi tanári kinevezése, a MAB és az egyetem szenátusa is támogatta, de erre már nem kerülhetett sor; váratlanul elragadta a halál.

### Szakértői tevékenysége
Az Egyetemi tevékenységen túl tagja volt a Szerzői Jogi Szakértő testületnek, ezért a Képző és Iparművészeti Lektorátus, a Budapest Galéria és különféle kiállítási intézmények számos alkalommal hívták meg zsűrikbe. A legutóbbi évekig is több nagy köztéri pályázat zsűritagja, valamint a Derkovits ösztöndíjbizottságnak és a Munkácsy Mihály-díjat odaítélő bizottságnak is tagja volt.
Négy évig volt tagja a Nemzeti Kulturális Alapprogram Képzőművészeti Kollégiumának, ebből két évig a Kollégium elnökeként. Több ideiglenes Kollégiumnak is tagja volt.
1995-ben a Művelődési és Közoktatási Minisztérium Tanügyigazgatási Főosztálya részére a Képző és Iparművészeti Szakközépiskolák számára kidolgozott központi képzési programnak volt szaklektora.
Alkalmanként meghívták érettségi elnöknek is a Képző- és Iparművészeti Szakközépiskolába.
Előadásokat a szobrászat kérdéseiről saját osztályában rendszeresen tartott, de esetenként az BME építészeti doktoriskolájában is, saját, azaz az MKE doktoriskolájában, a Szobrász Társaság és a Műcsarnok Szobrászkonferenciáin, vagy felkérésre egyéb külső helyszíneken.

### Munkássága
Már az 1970-es években készült műveit is a szobrászat végső határainak konceptuális keresése jellemezte. Évtizedekig (1970–1990) alkotott figurális, pop-art, minimal art hatást tükröző objekteket, konceptműveket. Az 1990-es években új gondolatokat formázott műveiben: az illeszkedést, ennek lényegét a már kiérlelt szobrászati eszközökkel megszólaló organikus és a puzzle játékból ismert kirakós formák analógiájára alkotta meg.
Körösényi Tamás egyszerre volt kiváló modern szobrászművész, jeles kiállító művész, iskolateremtő tanár s a hazai képzőművészetek szobrászati műfajában kiállításszervező és kétnyelvű katalógusok szerkesztője. A Henszlmann Imre-díjjal való kitüntetése alkalmából (2007) Nagy Ildikó művészettörténész külön értékelte Körösényi kiállításszervezői tevékenységét, mely által nemcsak Körösényi érdemeit ismerjük meg, hanem részben rálátunk a hazai szobrászatra is mint a képzőművészet mostohagyermekére:
„Körösényi Tamás személyében nemcsak a szobrászt, hanem a kiállításszervezőt és rendezőt is köszönthetjük. Azt a művészt, aki olyan feladatot vállal és teljesít, amely valójában a művészettörténészek kötelessége volna, de akik vagy a tudás, vagy a lehetőségek hiányában ezt mégsem teljesítik. A szakmai közvéleményben az a nézet él, hogy a szobrászat nem érdekli a nagyközönséget, az ilyen kiállításokkal egyébként sem lehet nézettségi rekordokat dönteni. A szobrászati kiállítások száma éppen ezért nagyon csekély. Szobrászgenerációk egymásutánja hagyta el úgy a főiskolát, hogy nem ismerte az elődeit, mert azok munkái raktárak mélyén porosodnak. Ezt a helyzetet számolta fel Körösényi Tamás, amikor elindította „A Magyar Szobrászat Modern Hagyománya” című kiállítássorozatot a Képzőművészeti Főiskola Barcsay-termében. Ő a kiállítások szervezője, rendezője és a kétnyelvű katalógusok szerkesztője egy személyben. 1995-ben Barta Lajos, 97-ben Martyn Ferenc, 98-ban Megyeri Barna, 99-ben Péri László kiállítását rendezte meg – ez utóbbit a Szépművészeti Múzeumban, nemzetközi összefogással, fő támogatóként a Mercedes-Benz céggel.
Ezt követte 2001-ben – már ismét a Barcsay-teremben – a „Festők szobrai” című, a magyar gyakorlatban úttörő kiállítás. A téma közel fél évszázada foglalkoztatja az európai kutatókat. Könyvek és kiállítások sora mutatta be, hogy a szobrászat modern szellemű megújításához milyen jelentősen járultak hozzá bizonyos festők, akik a konvencióktól elszakadva, az anyagot és a formát szabadon értelmezve, különleges inspirációt adtak az új látásmódhoz. A magyar anyagról a Körösényi által rendezett kiállítás az első – és mindmáig egyetlen – áttekintés, amely váratlan és nagyon izgalmas eredményeket hozott. 2002-re Kemény Zoltán kiállítását tervezte. Kemény Párizsban és Svájcban élt, 1964-ben megkapta a velencei biennálé szobrászati nagydíját. Külföldön a legismertebb magyar művészek egyike, művei minden jelentős múzeumban megtalálhatók, itthon azonban alig ismerik, annak ellenére, hogy özvegye közel 400 művet ajándékozott a Szépművészeti Múzeumnak. Ez a kollekció – egyetlen kivétellel – a művész korai munkáit tartalmazza, egy olyan anyagot, amely iránt az elmúlt 25 évben nőtt meg az érdeklődés, mert benne a posztmodern gondolkodás előfutárát ismerte fel a művészettörténész szakma. Bár a Kemény Zoltán-katalógus elkészült, meg is jelent, a kiállítás nem valósult meg. A Szépművészeti Múzeum ugyanis nem adta kölcsön a műveket.
A kiállítássorozat 2005-ben Hetey Katalin, 2006-ban Pátkay Ervin műveinek bemutatásával folytatódott, most pedig Pán Márta tárlata van előkészületben. A nevek felsorolásából is kitűnik, hogy a hazai művészek után a külföldön élt vagy élő magyar szobrászok megismertetése az új cél.
Hátrányt azonban a hazai szobrászok sem szenvednek. A tanszék epreskerti épületében, a Parthenón-fríz teremben nemcsak az arra érdemes növendékek mutatkoznak be, hanem egy-egy kamara kiállítás keretében megemlékező tárlatokat is láthattunk. Így például Lossonczy Tamás papírszobrait a művész 100. születésnapja alkalmából vagy Kiss Nagy András műveit halála 10. évfordulóján. Az intézmény egykori tanárai közül pedig tavaly Strobl Alajos, az idén Vígh Tamás tárlata volt a Barcsay-teremben.
A kiállítások és katalógusok mellett 2005-től egy új sorozatot is elindított Körösényi Tamás, „Szobrászati füzetek” címmel. Első kötete Zólyom Franciska könyve Medardo Rossóról. Azt pedig csak ráadásként említem meg, hogy a Képzőművészeti Egyetemen a szobrász tanszék az egyetlen, amelyik rendszeresen kiad egy füzetet a végzős növendékekről és diplomamunkájukról – felbecsülhetetlen  értékű dokumentumokat adva ezáltal a jövő művészettörténészei számára.
A fentiekből is kitűnik, hogy mindez egy főállású művészettörténésztől is szép teljesítmény volna. Körösényi azonban a tanári és művészi munkája mellett teszi mindezt, úgy, hogy nem áll mögötte semmiféle stáb, amelyik a kölcsönzést, a szállítást vagy a technikai munkákat átvállalná. A felkért művészettörténészek csak katalógus-előszavakat írnak vagy néha fordítanak, a tanítványok pedig alkalmanként a fizikai munkából vállalnak részt.
A gyakorlati munkánál azonban még nagyobb az a szellemi teljesítmény, amely a kiállítássorozat koncepciójában, a művek kiválasztásában és elrendezésében valósul meg. A tárlatok a magyar szobrászat kevéssé feltárt, kitűnő kvalitású anyagait mutatják be, teljesen új szempontok szerint. Egy szobrász mutat be szobrokat, aki más szemmel lát, mint egy művészettörténész. Számomra mindig nagy élmény, ahogy a Nemzeti Galéria szobor raktárának vigasztalan gipszsivatagában Körösényi egyszer csak előhúz egy szobrot a polcok mélyéről, leporolja, megforgatja, és a mű egyszerre élni kezd. Ez az élet, a plasztikai szépség érvényesül a kiállításokon, amelyeken egy-egy művészpálya bemutatásával az adott szobrász gondolkodásának fázisait követhetjük nyomon.”

## Kiállítások (válogatás)

### Egyéni
- Városi Művelődési Központ, Nyíregyháza
- 1978 • Medgyessy Terem, Hódmezővásárhely
- 1979 •Mű-terem. Stúdió Galéria, Budapest
- 1980 •Horváth Endre Galéria, Balassagyarmat • Móra Ferenc Művelődési Központ, Kiskunfélegyháza
- 1981 •Vigadó Galéria, Budapest
- 1985 •Szobrok Giacometti párizsi műterméből. Francia Intézet, Budapest
- Műterem. Műcsarnok, Budapest, (Melocco Miklóssal és Török Richárddal)
- 1986 • Uitz Béla Terem, Dunaújváros, (Melocco Miklóssal és Török Richárddal) • Collegium Hungaricum, Bécs (Wien)
- 1987 • Megyei Művelődési Központ, Eger
- 1988 •Szabadkézi rajz. Stúdió Galéria, Budapest
- 1990 •Tájhangok. Óbudai Művelődési Központ, Budapest • Liget Galéria, Budapest (Jochen Traar-al)
- 1992 • Collegium Hungaricum, Bécs (Wien), (Jovián Györggyel) • Tájhangok/Landschaftstöne 14 – 19. Fővárosi Képtár – Kiscelli Múzeum
- 1993 • Illeszkedés/Fügung. Pécsi Galéria, Pécs
- 1994 • Galerie Pimmingstorfer, Peuerbach (Ausztria), (Klimó Károllyal) • Szobrok – Skulptures – Sculptures. Tíz helyszín: Budapest Galéria Kiállítóháza, Budapest Kiállítóterem, Budapesti Történeti Múzeum, BTM Fővárosi Képtár – Kiscelli Múzeum, Kassák Múzeum, Ludwig Múzeum Budapest, Magyar Nemzeti Galéria, Műcsarnok, Petőfi Irodalmi Múzeum, Ernst Múzeum, Budapest • Mű-terem kiállító, Budapest • Dunajská Streda Galéria, Budapest
- 1995 • Tájhangok – kis sorozat. MTA Zenetudományi Intézet Zenetörténeti Múzeuma, Budapest
- 1996 • Galerie De Meerse, Hoofddorp (Hollandia), (Kéri Lászlóval)
- 1997 • Illeszkedés – Articulations – Fügung. Ludwig Múzeum – Kortárs Művészeti Múzeum, Budapest
- 1998 • Mester és tanítvány. Vízivárosi Galéria, Budapest (Kovács Tiborral)
- 2001 • Frankfurti variációk. Szt. István Király Múzeum, Székesfehérvár
- 2002 • Privát mitológiák. Gutmann Galéria, Budapest (Klimó Károllyal és Soós Tamással)
- 2003 Kontext. Magyar Köztársaság Nagykövetsége, Berlin (Barbara Köhlerrel és Sass Valériával)
- 2004 • Institut Hongrois de Paris (Magyar Intézet), Párizs • Galerie Gut Gasteil, Prigglitz (NÖ), (Klimó Károllyal) • Megvalósulatlan kiállításaimból 1. Raiffeisen Galéria, Budapest
- 2005 • Magyar Kulturális Intézet, Bukarest (Konecsny Emőkével) • Új művek. Egry József Emlékmúzeum, Badacsony • Szellemeim. Műcsarnok, Budapest
- 2006 • Kortárs Magyar Galéria, Dunaszerdahely
- 2007 • Perspektívák, Hordozható, tapintható, Díszlettervek egy kiszavazó-showhoz. Városi Művészeti Múzeum Képtára, Győr •Moji duchovia. Galéria mesta Bratislavy, Pozsony (Bratislava) • Hordozható, tapintható. Kisterem, Budapest
- 2008 • A művészet él. Schöffer Múzeum, Kalocsa • Sublót szobrok. Pintér Sonja Galéria, Budapest (Takács Szilviával) • Herczeg Klára díjazottak. Körösényi Tamás, Fischer Judit és Mécs Miklós kiállítása (SZAF). Labor, Budapest
- 2009 • Hősköltemény. Park Galéria, Budapest • Spacializace. Magyar Kulturális Intézet, Prága (Katalin Gályval)
- 2010 • A művészet él. Magyar Tudományos Akadémia Művészeti Gyűjteménye, Budapest • Szobrok. Kisterem, Budapest

### Csoportos
- 1976 • V. Országos Kisplasztikai Biennále. Pécsi Galéria, Pécs • Stúdió '76. Műcsarnok, Budapest
- 1977 • Fiatal Képzőművészek Stúdiójának kiállítása. Csók István Képtár, Székesfehérvár • Ady-kép. Petőfi Irodalmi Múzeum, Budapest •Ferencvárosi Pincetárlat, Budapest (Tamás Noémival, Eskulits Tamással, Lóránt Zsuzsával)
- 1978 • Fiatal Képzőművészek Stúdiójának jubileumi kiállítása. Magyar Nemzeti Galéria, Budapest • Magyar Szobrászat. Műcsarnok, Budapest • Somogyi Képtár, Kaposvár • Művelődési Központ, Nagyatád  (Tamás Noémival, Eskulits Tamással, Lóránt Zsuzsával)
- 1979 • Stúdió '79. Pécsi Galéria, Pécs • VI. Országos Kisplasztikai Biennále. Pécsi Galéria, Pécs • Bartók 32 Galéria, Budapest (Barabás Mártonnal és Marosvári Györggyel)
- 1980 • Rajz/Drawing. Pécsi Galéria, Pécs • L'art hongrois contemporain. Maison de la Culture et des Loisirs, Saint – Etienne, Franciaország • Palais des Arts et de la Culture, Brest • Stúdió '80. Műcsarnok, Budapest • Wspólczesne medalierstwo wegierskie. Galeria Spolecznego Domu Kultury WSM – Zoliborz, Varsó • Magyar érmészet. Magyar Kultúra Háza, Berlin • Szociális és Kulturális Hivatal, Nyugat-Berlin • Fotóhatások a képzőművészetben. Magyar Kultúra Háza, Berlin • Helyőrségi Művelődési Központ, Székesfehérvár
- 1981 Stúdió '81. Ifjúsági Ház, Szeged • VII. Országos Kisplasztikai Biennále. Pécsi Galéria, Pécs • Magyar Képző- és Iparművészek Szövetségének kiállítása. Budapesti Történeti Múzeum, Budapest
- 1982 • Stúdió '82. Műcsarnok, Budapest • Rajz/Drawing. Pécsi Galéria, Pécs • Magyar Éremkiállítás. Puskin Múzeum, Moszkva, Ermitage, Leningrád • Hagyomány I. ("a művészetről"). Pataky Galéria, Budapest • Fiatal Képzőművészek Stúdiójának kiállítása. Kuny Domokos Múzeum Tata
- 1983 || A táj/The Landscape. Pécsi Galéria, Pécs • Tendencias de la Escultura Hungara contemporanea. Salas de la Direccion General de Bellas Artes y Archivos, Madrid
- 1984 • Stúdió '84. Budapesti Nemzetközi Vásár, Budapest • Hasonlatok. Fészek Galéria, Budapest • Studio. Galerie hlavniho mesta Prahy, Prága • Okresni galerie Náchod, Náchod, Dum kultury mesta Brna, Brno • Okresni galerie Rychnov nad Kneznou, Rychnov nad Kneznou • The Modern Hungarian Medal. Art Gallery, Wolverhampton, Goldsmiths' Hall, London • Christ Church, Oxford • Shipley Art Gallery, Gateshead
- 1985 • Stúdió '85. Ernst Múzeum, Budapest
- 1986 • Contemporary Hungarian Sculpture. Montréal, Torontó • 1 st. International Asian – European Art Biennial. Kemal Atatürk Művészeti Központ, Ankara
- 1987 • Fiatal Képzőművészek Stúdiójának kiállítása. Galeria Studio, Varsó, (Wroclav, Gdansk)
- 1988 • Junge Künstler DDR – UVR. Neue Berliner Galerie, Berlin • Kunsthalle, Rostock Rathaus, Bonn-Duisdorf
- 1989 • Escoltura Contemporanea Magiar. Palacio Frontiera, Lisszabon • Fiatal Képzőművészek az NDK-ból és Magyarországról. Ernst Múzeum, Budapest • XXIV. Internationale Malerwochen in der Steiermark. Neue Galerie am Landesmuseum Joanneum, Graz
- 1990 • Kunst der 80er Jahre/Aus der Sammlung der Neuen Galerie. Neue Galerie am Landesmuseum Joanneum, Graz
- 1991 • Akademie der bildenden Künste Budapest. Neue Residenz, Bamberg • 3x3. Szombathelyi Képtár, Szombathely
- 1992 • Az idegen szép. Magyar Képzőművészeti Főiskola, Budapest, Rippl-Rónai Múzeum, Kaposvár • Medium: Paper. Szépművészeti Múzeum, Budapest
- 1993 • Zeichensprache III. Haus Ungarn, Berlin
- 1994 • VIII.Triennale – India Lalit Kala Akademi, Újdelhi • 12 Künstler aus Österreich und Ungarn. Schloß Peuerbach, Peuerbach, Palais Wittgenstein, Wien • Orangerie Schloß Esterházy, Eisenstadt  • 1980-as évek – Képzőművészet. Ernst Múzeum, Budapest • Artisti dell'Accademia d'Ungheria in Roma. Galleria dell' Accademia d'Ungheria, Róma
- 1995 • Helyzetkép-Magyar szobrászat. Műcsarnok, Budapest • Moderne Kunst aus der Kunsthalle Budapest, Skulpturen, Installationen. Städtische Galerie, Paderborn, Németország • 12 Művész Ausztriából és Magyarországról. Fővárosi Képtár – Kiscelli Múzeum, Budapest
- 1996 • Zeitgenössische ungarische Bildhauerei. Haus Ungarn, Berlin  • Nemzetközi Művészkönyv Kiállítás – International Artists Books Exhibition. Vigadó Galéria, Budapest • Térvonalak és imaginárius terek. Fészek Galéria, Budapest
- 1997 • Sept sculpteurs hongrois contemporains. Château de Biron (Dordogne) • Papír és érzékenység. Magyar Köztársaság Kulturális Központja, Bukarest •  Trois couleurs – Három szín. Francia Intézet, Budapest
- 1998 • Bloom's Day, Városnézés. Körösényi Tamás és tanítványai, Szombathelyi Képtár rendezésében, Szombathely  • Perszonáliák papírral/papírra. Galéria súcasnych madarskych umelcov, Dunajská Streda • Ungarn – Avantgarde im 20. Jahrhundert. Galerie Maerz, Linz
- 1999 • Az 1990-es évek – Új Gyűjtemény a Városi Művészeti Múzeumban. Győr • Flexibel. Kassák Lajos Emlékmúzeum, Budapest • Ungarn 1999, Most – Zeitgenössische Kunst. Museum Bochum, Bochum • Óvilág/Újvilág – Közös nevező. Budapest Galéria, Budapest, (katalógussal) • Minta. Műcsarnok, Budapest • Gedächtnis und Erinnerung. Karmeliterkloster, Frankfurt • Flexibel. Standort Ausstellungshalle, Frankfurt
- 2000 • Papírművészeti Társaság kiállítása. Magyar Intézet, Varsó • Új szerzemények, 10 év szerzeményei/Képzőművészet. Szombathelyi Képtár, Szombathely • Intuíció, innováció, invenció. Műcsarnok, Budapest • Művészettel az új évezredbe. Kortárs szoborkiállítás a Városligeti-tó vizén, Budapest • La Ville, le Jardin, la Mémoire. Académie de France a Rome Villa Médicis, Róma
- 2001 • OLD WORLD/NEW WORLD : COMMON GROUND. Nexus Gallery, Philadelphia, (USA) • Izé. A Szabadművelődés Háza, Székesfehérvár • Szobrászaton innen és túl. Műcsarnok, Budapest • A kert The Garden Der Garten. Szombathelyi Képtár, Szombathely • Hol a pálma?/Where’s the Palm? Tragor Ignác Múzeum Görög Templom Kiállító terme, Vác • Braun, Berhidi, Klimó, Körösényi, Szilágyi, Szirtes. Kassák Lajos Emlékmúzeum, Budapest • 6x Ungarn. St. Anna-Kapelle, Kunstverein Passau, Passau
- 2002  • A szín önálló élete/Colour – A life of its own. Nemzetközi és magyar monokróm festészeti kiállítás. Műcsarnok, Budapest • Socha a Objekt VII. Staré Mesto, Pozsony • VISION. Műcsarnok, Budapest • Gyűrődés/Fods and Creases. Fészek Galéria, Budapest • 15 magyar szobrász. Galéria mesta Bratislavy, Pozsony •usa.hu. III. amerikai-magyar kiállítás a Magyar Szobrász Társaság és a Philadelphiai Szobrászok közös tárlata. Pécs
- 2003 • Plastica Dreams. Szobrászat az installáció után. Műcsarnok, Budapest • Sochy. Magyar Szobrász Társaság kiállítása. Trenciansky hrad, Trencsén • Határok és átjárások az éremművészetben/Frontières et passages dans l’art de la médaille. Institut Hongrois de Paris (Magyar Intézet), Párizs • Color – Magyar Szobrász Társaság kiállítása. Limes Galéria, Komárom (Szlovákia)
- 2004 • Made of Paper. Osztrák-magyar papírszobrászati kiállítás. Szombathelyi Képtár, Szombathely
- Color – Magyar Szobrász Társaság kiállítása. ART-MA Galéria, Dunaszerdahely (Szlovákia) • What’s behind the curtain?/Mi van a függöny mögött? Kulturinstitut der Republik Ungarn, Stuttgart
- 2005 • Gyűjtemény/Collection 1, Feszített művek. Ludwig Múzeum – Kortárs Művészeti Múzeum, Budapest • Vỳstava pedagógov Katedry soochárstva Akagémie vỳtvarného umenia v Budapešti. Galéria Medium, Pozsony • Balanced Dialogue: 10th Anniversary of the Hungarian Scolptors Society. Grounds for Sculpture, Hamilton, (USA)
- 2006 • Skulpturen, Plastiken, Objekte – die Sammlung. Lentos Kunstmuseum, Linz
- 2007 • Hungarian ART. Expressionistic Tendencies in Hungarian Contemporary Art 1980 – 2007. Danubiana Meulensteen Art Museum, Bratislava-Čunovo Park. Danubiana Meulensteen Art Museum, Pozsony-Dunacsún • Hommage à Kassák. Kassák Lajos Múzeum, Budapest • Expresszionisztikus jelenségek a kortárs magyar képzőművészetben 1980-2007. Városi Művészeti Múzeum Képtára, Győr • Hommage à Kassák 120/40. Galéria Z, Pozsony • Art in Act. Paksi Képtár, Paks
- 2008 • Hommage à Kassák 120/40. Dom umení v Opave, Opava • Jó napot Schönberg úr! Parthenon-fríz Terem, Budapest • DimensionFRAGILE. Österreichisches Papiermachermuseum, Steyrermuehl
- 2009 • Umenie tolerancie/Tolerance in Art/A tolerancia Művészete. Danubiana Meulensteen Art Museum, Bratislava-Čunovo • Akzent Ungarn. Ungarische Kunst 1960 bis 1990 aus der Sammlung der Neuen Galerie Graz und des Janus Pannonius Múzeum in Pécs. Neue Galerie Graz am Landesmuseum Joanneum, Graz, Kreuzungspunkt, Linz • Junge Kunst und Meisterwerke. Lentos Kunstmuseum, Linz.

## Művei

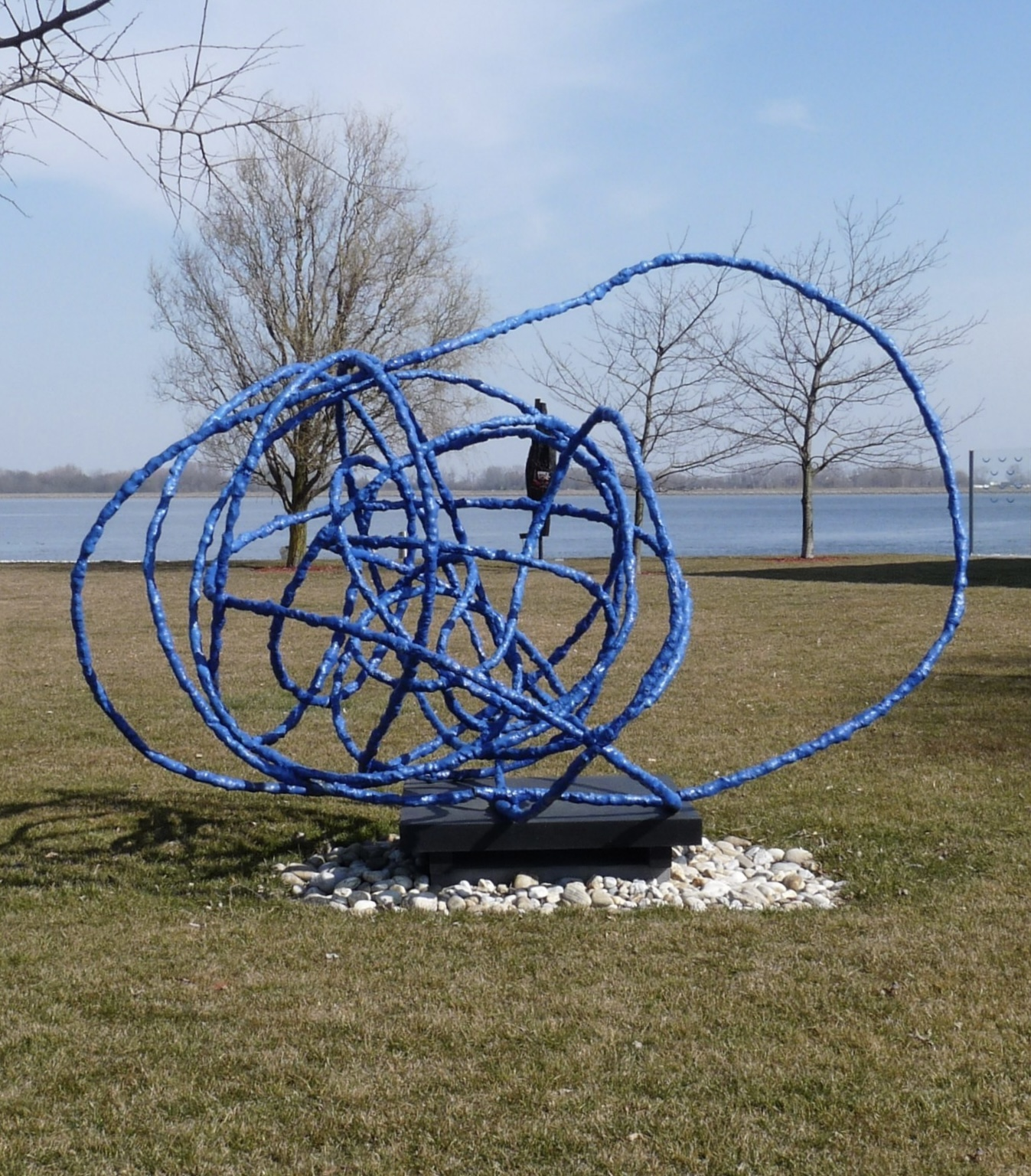
Jár az agyam
Pozsony-Dunacsúny
2003

### Művei közgyűjteményekben
- Kunstmuseum, Bonn
- Fiatal Képzőművészek Stúdiójának Archívuma, Budapest
- Fővárosi Képtár – Kiscelli Múzeum, Budapest
- Hadtörténeti Múzeum, Budapest
- Kortárs Művészeti Múzeum – Ludwig Múzeum Budapest, Budapest
- Magyar Nemzeti Galéria, Budapest
- Művelődési Minisztérium Gyűjteménye, Budapest
- Petőfi Irodalmi Múzeum, Budapest
- Galéria súčasných maďarkých umelcov/Kortárs Magyar Galéria, Dunaszerdahely
- Neue Galerie am Landesmuseum Joanneum, Graz
- Xantus János Múzeum, Győr
- Városi Művészeti Múzeum, Győr
- Lentos Kunstmuseum Linz (korábban: Neue Galerie der Stadt Linz), Linz
- Muzeum Sztuki, Łódź
- Éremgyűjtemény, Nyíregyháza
- Paksi Képtár, Paks
- Janus Pannonius Múzeum Modern Magyar Képtár, Pécs
- Rákóczi Múzeum, Sárospatak
- Liszt Ferenc Múzeum, Sopron
- Muzeum Narodowe, Szczecin
- Szent István Király Múzeum, Székesfehérvár
- Damjanich Múzeum, Szolnok
- Szombathelyi Képtár, Szombathely
- Várpalotai Gyűjtemény, Várpalota
- Laczkó Dezső Múzeum, Veszprém
- Kunsthichtorisches Museum éremtára, Bécs

### Művei vállalati gyűjteményekben, tulajdonban
- Acélforma Rt., Dunaharaszti
- Ericsson Gyűjtemény, Budapest
- Raiffeisen Gyűjtemény, Budapest

### Közterületen lévő, munkái (válogatás)
megbízás vagy vétel
- 1983 • Szombathelyi polgárok, Városháza, Szombathely (bronz, basalt)
- 1985 • Napóra, Thermál Hotel, Sárvár (bronz, mészkő)
- 1986 • Napóra, Thermál Hotel, Bükfürdő (bronz)
- 1999 • Zöld szobor „Brüsszel”. Magyar Köztársaság EU képviselete, Brüsszel (üvegszálas poliészter, vas, krómacél)
- 2000 • Ólomöntés, Graphisoft Park, Budapest (üvegszálas poliésszter, vas)
- 2002 • A gondolat, mint téri út, Lágymányosi – egyetemváros, Budapest (poliészter, acél, gránit)
- 2003 • Jár az agyam, Pozsony-Dunacsúny
- 2007 • Minden reggel felkel a nap, Hotel Famulus, Győr (bronz, fa, krómacél)
- 2008 • Felvonásköz, ELTE Trefort kert, Ifjúsági udvar, Budapest (üvegszálas poliészter, vas)

## Kiállításszervezés

### A magyar szobrászat modern hagyománya kiállítás sorozat
Az alább felsorolt kiállításokhoz kutatásokat végzett, a kutatás eredményeit kiállításokon bemutatta, a kiállítást megrendezte (egyben a kurátori tevékenységet is ellátta). Minden kiállításhoz kétnyelvű katalógust szerkesztett.
| 1995 | Barta Lajos szobrai és rajzai. Magyar Képzőművészeti Főiskola, Barcsay Terem, 1995. november 9-29. (Tanulmány: Perneczky Géza, Barta Lajos műveinek jegyzéke: Ulrich Winkler)       |
| 1997 | Martyn Ferenc szobrai. Magyar Képzőművészeti Főiskola, Barcsay Terem, 1997. március 7 – április 5. (Tanulmány: Aknai Tamás)                                                         |
| 1998 | Megyeri Barna szobrai. Magyar Képzőművészeti Főiskola, Barcsay Terem, 1998. április 23 – május 14. (Tanulmány: Nagy Ildikó)                                                         |
| 1999 | Péri László konstruktivista munkái 1920-1924. Szépművészeti Múzeum, 1999. szeptember 17 – november 28. (Tanulmány: Passuth Krisztina)                                               |
| 2000 | Magyar festők szobrai. Magyar Képzőművészeti Egyetem, Barcsay Terem, 2001. április 26 – május 11. (Tanulmány: Nagy Ildikó)                                                          |
| 2001 | Kemény Zoltán. Út a fémreliefekhez. (Tanulmány: Erőss Nikolett) |
| 2005 | Hetey Katalin. Magyar Képzőművészeti Egyetem, Barcsay Terem, 2005. március 22 – április 20. (Interjú: Sasvári Edit, tanulmány: N. Mészáros Júlia, Mélyi József)                     |
| 2006 | Pátkai Ervin. Magyar Képzőművészeti Egyetem, Barcsay Terem, 2006. március 20 – április 22. (Interjú: Cserba Júlia, tanulmányok: Cserba Júlia, Jovánovics György, Passuth Krisztina) |
| 2007 | Vigh Tamás. Magyar Képzőművészeti Egyetem, Barcsay Terem, 2007. március 20 – április 21. (Tanulmány: Nagy Ildikó)                                                                   |
| 2008 | Csutoros Sándor. Magyar Képzőművészeti Egyetem, Barcsay Terem 2008. március 20 – április 18. (Tanulmány: Verba Andrea)                                                              |

A kiállítások rendszeresen visszhangot keltettek a képzőművészeti sajtóban. A teljesség igénye nélkül néhány írás az utóbbi évekből:
- Kovalovszky Márta: A szilvás gombóc. Barta Lajos kiállítása. Balkon, 1995/12,
- Nagy Ildikó: Megyeri-emlékkiállítás. Élet és Irodalom, 1998. május 29., 18. old.
- Horváth Sebestyén: “készítsetek egy tárgyat, valamit, ami nem hasonlít semmire sem”. Megyeri Barna emlékkiállítás. Magyar Narancs, 1998. április 30., 34. old.
- P. Szabó Ernő: A szabadság szobrásza. Napi Magyarország, 1998. május 6.
- Iványi Bianca: Szobrokból katedrális (Pátkai Ervin kiállításáról). Műértő, 2006. április, 4. old.
- Iványi Bianca: Lelki struktúrák. Pátkai Ervin életmű-kiállítása. Új Művészet, 2006/6, 18-20. old.
- Bán András: Töredék egy új katedrálisról (Vigh Tamás kiállításáról). Műértő, 2007. április, 4. old.
- Marosi Ernő: A radikális “alapító”. Vigh Tamás kiállítása. Új Művészet, 2007/5, 4-6. old.
- Pallag Márta: Élan vital. Csutoros Sándor (1942-1989) emlékkiállítása. Balkon, 2008/4, 24-26. old.
- Lóska Lajos: A függesztett formáktól a fűrészelt formákig. Csutoros Sándor szobrai. Új Művészet, 2008. 5-6. sz., 48-50. old.
- Keserü Katalin: ”Hogy mit lehet csinálni a hiányból!” Csutoros Sándorról. Magyar Műhely, 2008/2, 33-40. old.

### Kortárs szobrászati tendenciák
kiállítássorozat, és katalógusainak szerkesztése
| 2002 | Erwin Wurm. Videomunkák. Magyar Képzőművészeti Egyetem, Barcsay Terem, 2002. március 5-22. (Hegyi Dóra és Körösényi Tamás írásával) |
| 2003 | Lossonczy Tamás. Magyar Képzőművészeti Egyetem, Parthenon-fríz Terem, (Andrási Gábor írásával)                                      |
| 2004 | Juraj Meliš. Magyar Képzőművészeti Egyetem, Barcsay Terem, 2005. január 10–február 4. (Beke László írásával)                        |

### Osztálykiállítások
- 1991 • Hamvas Béla: Ágy. Epreskerti kálvária, Budapest
- 1992 • Picasso és a fragmentum problémája. Epreskerti kálvária, Budapest
- 1993 • Négy pannóniai koronás szent emlékére (a bálvány problémája). Epreskerti kálvária, Budapest
- 1994 • El a kezekkel Káintól, Epreskerti kálvária, Budapest
- 1995 • „Nem portrészerű” portré. Epreskerti kálvária, Budapest
- 1996 • Saját lehetőségeink fogságában. Epreskerti kálvária, Budapest, (november 19.)
- 1996 • Ezredvégi portrék I-II. Józsefvárosi Galéria, Budapest
- 1997 • Leopold Bloom mappa. Barcsay Terem, Budapest  • Városnézés. Szombathelyi Képtár, Szombathely
- 1998 • Plasztik-kor. Fővárosi Képtár/Kiscelli Múzeum – altemplom, Budapest
- Ember – természet – művészet. • Nádasdladányi kastély parkja, Nádasdladány
- 1999 IZÉ. • A Szabadművelődés Háza, Székesfehérvár
- 2000 • Hol a pálma? Tragor Ignác Múzeum, Görög Templom Kiállító Terme, Vác
- 2001 • Gyűrődés. Fészek Galéria, Parthenon-fríz Terem, Budapest
- 2004 • Mi van a függöny mögött? Kulturinstitut der Republik Ungarn, Stuttgart
- 2005 • Mi van a függöny mögött? II. Parthenon-fríz Terem, Budapest
- 2006 • Tégla. Parthenon-fríz Terem, Budapest
- 2008 • Jó napot Schönberg úr! Parthenon-fríz Terem, Budapest
- 2008 • Az igazság szája. Parthenon-fríz Terem, Budapest
- 2010 • 3D televízió. Fészek galéria, Budapest

### Más kiállítások szervezése, megnyitása
A Képzőművészeti Egyetem több kiállításának volt megbízott szervezője. Ilyen volt 2003-ban a művészeti felsőoktatási intézményeknek a Millenáris Parkban megrendezésre kerülő fesztiválja, vagy a Szobrász Tanszék bemutatkozása 2004-ben a pozsonyi Galéria Medium-ban.
Az évek folyamán számtalan kiállítást nyitott meg.

## Publikációk

### Művészeti írásai
- Bevezető/Introduction. Diplomakatalógus 1996. MKF
- Lábjegyzet saját szobraimhoz/Fussnoten zu meinen Skulpturen/Footnote on my own sculptures. In: Szobrok/Skulpturen/Sculptures c. 10 helyszínes kiállítás katalógusa, Budapest, 1994.
- Előszó/Vorwort. In: Péri László konstruktivista munkái/Die konstruktivistische Kunst von Lásszló Péri 1920-1924, Budapest, 1999., 5-7. old. Voices of the Land, La Ville, le Jardin, la Mémoire – katalógus, Académie de France a Rome Villa Médicis, Róma, 2000., 100. old.
- Körösényi Tamás saját munkájáról (Ólomöntés), Művészettel az új évezredbe/Art Herald of the New Millennium, Sawyer Miller Group, 2000. Városligeti-tó, 2000., 46. old. Újraközölve: Art on Lake/ Művészet a tavon. Budapest 2011. Szépművészeti Múzeum 2008. 68. old.
- Utószó/Afterword. Diplomakatalógus 2000. MKE, 18. old.
- Körösényi Tamás saját munkáiról (A kert). In: A kert/The Garden/Der Garten – katalógus, Szombathelyi Képtár, Szombathely, 2001., 48. old.
- Előszó/Foreword. In: Magyar festők szobrai/Sculptures by Hungarian Painters, Budapest, 2001., 5-6. old.
- Körösényi Tamás saját munkáiról (papírszobrok). In: Dialog/Dialógus – katalógus, Budapest Kiállítóterem, Budapest, 2001., 23. old.
- Hol a pálma?/ Where’s the Palm? In: Hol a Pálma?/Where’s the Palm? katalógus, Görög templom, Vác, 2001., 17. old.
- Frankfurti variációk. Kísérlet egy szobor-sorozat megszületésének rekonstruálására/An Attempt at Reconstructing the Origin of a Series of Sculptures. In: Körösényi Tamás: Frankfurti variációk/FrankfurtVariations, Budapest, 2002., 38-41. old.
- Erwin Wurm. In: Erwin Wurm Videomunkák/Videoarbeiten 1989-2002 katalógus, Budapest, 2002, 2. old.
- Gyűrődés – megközelítések/Folds and Creases – Approaches. In: Gyűrődés/Folds and Creases katalógus, Budapest, 2002., 22-25. old.
- What’s behind the curtain?/Mi van a függöny mögött? In: Mi van a függöny mögött?/What’s behind the curtain? katalógus, Stuttgart, 2004., 3-5. old.
- Poznámky k výstave budapeštianskej akadémie výtvarných umeni./Notes on the Exhibition by the Budapest Academy of Fine Arts. Medium Gallery Year-Book 2004, Academy of Fine Arts and Design, Pozsony, oldsz. n.
- Szobrászművészek. In: Friss – Kogart újság, 2004. június 29-augusztus 25.
- Was versteckt sich hinter dem Vorhang? In: Jahrbuch 2004, Kulturinstitut der Republik Ungarn Stuttgart, 233. old.
- Bevezető/Introduction. Diplomakatalógus 2004. MKE, 3. old.
- Nagy Zoltán Ferenc emlékkiállítása. In: Parthenon-fríz Terem, 2005. november 22 – 2006. június 1., 26. old.
- Olyan művészetet kell csinálni, ami bekerül a következő művészettörténet könyvbe! In: Művészet és környezet. A Magyar Szobrász Társaság és a Műcsarnok közös előadássorozatának (2005) dokumentáló kiadványa. Műcsarnok, 2006, 5-11. old.
- Bevezető/Introduction. In: Tégla/Bricks katalógus, Parthenon-fríz Terem, Budapest, 2006. 3- 4. old.
- Bevezető/Introduction. Diplomakatalógus 2007. MKE, 3. old.
- A rendszerváltás 20 éve a művészeti életben. Új Művészet, 2009. október, 45. old.

### Szobrászati füzetek
könyvsorozat szerkesztése
- Zólyom Franciska: Medardo Rosso. 2005[6]

## Díjak, ösztöndíjak, szimpóziumok
- 1980-1982 Derkovits Gyula képzőművészeti ösztöndíj
- 1982-1983 Herder ösztöndíj, Bécs (Wien)
- 1983 KISZ Díj
- 1985 Fővárosi Tanács Díja (Stúdió '85)
- 1986 Művelődési Minisztérium Nívódíja (Műterem kiállítás, Műcsarnok, 1985)
- 1988 Fiatal Képzőművészek Stúdiójának Díja (Stúdió 88) • MNK Művészeti Alap Kiállítási Nívódíja (Szabadkézi rajz kiállítás, Stúdió Galéria, 1988)
- 1989 XXIV. Internationale Malerwoche in der Steiermark (Nemzetközi Festőhét Stájerországban)
- Eötvös-alapítvány ösztöndíja
- 1991 OSTFONDS des Bundesministeriums für Unterricht und Kunst – ösztöndíj, Horn (A)
- 1993 Bonn város ösztöndíja
- 1994 Nemzeti Kulturális Alap – Munkaösztöndíj
- 1994-1995 Róma, Magyar Intézet – ösztöndíj
- 1996 Bécs (Wien) város ösztöndíja
- 1997 Munkácsy Mihály-díj
- Művelődési Minisztérium különdíja (XV. Országos Kisplasztikai Biennálé)
- 1998-2000 Széchenyi Professzori Ösztöndíj
- 2000 Frankfurt város ösztöndíja
- 2007 Henszlmann Imre Díj. (A Magyar régészeti és művészettörténeti társulat díja)
- 2008 Herczeg Klára-díj